# Shirku
Asad ad-Dīn Shīrkūh bin Shādhī (Shirku, o Şêrko en kurdo, اسد الدين شيركوه, Siracons en los escritos de Guillermo de Tiro) (muerto en el 1169) fue un general kurdo de Nur al-Din, atabeg de Alepo y de Damasco. Fue también visir de Egipto a partir del 1169. Era miembro de la familia de los ayubíes y tío de Saladino, que le sucedió en el gobierno de Egipto.

## Al servicio de los selyúcidas
Shirku era hijo de Shadhi ibn Marwan, un jefe kurdo, y hermano de Ayub. La familia pertenecía al clan kurdo de los Rawadiya, que formaba parte de la tribu Hadhabani. Sus miembros estaban emparentados con la dinastía kurda shaddadí y, cuando el último de ellos fue depuesto en Dvin en 1130, Shadhi trasladó a su familia primero a Bagdad y después a Tikrit, de la que Bihruz, comisario del sultán selyúcida que gobernaba junto al califa, lo nombró gobernador. Shadhi falleció poco después y Ayub le sucedió como gobernador de la ciudad.
En el 1132, el califa Al-Mustarshid aprovechó la muerte del sultán Mahmut II y la subsiguiente lucha por su sucesión para intentar sacudirse la tutela selyúcida. Zengi, emir de Mosul, marchó hacia Bagdad para sostener a los selyúcidas, pero el ejército califal lo derrotó cerca de Tikrit. Cercado con su ejército al borde del río, debió su salvación al socorro de Ayub, que le permitió atravesarlo y le ayudó a huir de las fuerzas enemigas. Hacia el 1137, los dos hermanos abandonaron Tikrit, algunos días después del nacimiento de Saladino, para unirse a Zengi, que nombró a Ayub gobernador de Baalbek.

## Al servicio de los zenguíes
Más tarde, Shirku se ganó la confianza de Nur al-Din y lo acompañó a Siria en el 1146. En el 1149, mató al príncipe Raimundo de Poitiers en la batalla de Inab. En el 1154 Nur al-Din lo envió con su hermano Ayub para debilitar la influencia del atabeg Mujir ad-Din Abaq y aislarlo; Nur al-Din tomó la ciudad sin dificultad el 18 de abril de 1154. En mayo del 1157, Nur al-Din decidió tomar Paneas a los francos y envió para ello a Shirku al frente de un destacamento que avanzó entre Paneas y Torón. Habiendo subestimado la importancia de las fuerzas enemigas, un centenar de caballeros francos las atacaron, pero fueron derrotados, capturados y enviados a Damasco (18 de mayo de 1157), aunque esta victoria no permitió la conquista de Paneas, ya que el rey Balduino III de Jerusalén acudió a socorrer la plaza. Poco después, en el mes de octubre del 1157, Nur al-Din cayó gravemente enfermo y parece que Shirku trató de aprovechar el momento para apoderarse de Damasco, pero finalmente no lo hizo, disuadido por su hermano Ayub, que lo convenció de marchar a Alepo y dejarlo a él en Damasco; si Nur moría, los hermanos se adueñarían de su señorío, si no, mantendrían su lealtad a él. Esto hizo que Nur al-Din ignorase la conjura de los hermanos y confiase Damasco a Shirku durante su enfermedad. Nur al-Din se recuperó en el mes de abril del 1158, y Shirku emprendió poco después, en mayo, una incursión contra el Condado de Sidón, pero fue derrotado y parte de sus tropas, capturada.

### La conquista de Egipto
Algunos años más tarde, en el 1163, Dirgham, un oficial egipcio y gran chambelán, se rebeló contra el visir Shawar. Este consiguió huir y refugiarse en la corte Nur al-Din
Shawar solicitó entonces a Nur al-Din su ayuda para recuperar su cargo de visir de Egipto. Este último era reacio, empero, a intervenir en la complicada situación egipcia. Pero se enteró de que el rey Amalarico había emprendido una incursión en Egipto y asediaba la ciudad de Bilbeis, que no logró conquistar debido a las inundaciones. Como no deseaba que el rey de Jerusalén se apoderase del valle del Nilo y Shawar le prometió reembolsarle los gastos de guerra en los que pudiese incurrir y pagarle tributo, finalmente envió en mayo del 1164 un ejército mandado por su lugarteniente Shirku. La acción, coordinada con una operación secundaria para desviar a los francos de Egipto, tuvo éxito; Dirgham, cogido por sorpresa, no pudo organizar la defensa, fue derrotado y falleció al tratar de huir. De nuevo visir, Shawar intimó a Shirku a que abandonase de inmediato Egipto, sin haber pagado el dinero prometido por la campaña. Shirku, sin embargo, declaró que no partiría sin las sumas que Shawar había prometido.
Desconfiando de sus propias tropas, Shawar envió un mensaje al rey Amalarico I pidiéndole ayuda contra Shirku. Aprovechando el pretexto, Amalarico y su ejército penetraron en Egipto y se unieron a las huestes de Shawar. Shirku se replegó a Bilbeis, que los aliados asediaron enseguida. Shawar temió que la derrota de cualquiera de los dos campos lo dejase a merced del vencedor, así que trató de ganar tiempo retrasando el asalto. Efectivamente, el tiempo le favorecía porque Nur al-Din, para socorrer a su lugarteniente, invadió el Principado de Antioquía, venció a Bohemundo III en Harrim y lo capturó. Obligado a regresar apresuradamente para defender Antioquía, Amalarico I firmó la paz con Shirku y ambos ejércitos evacuaron simultáneamente Egipto en noviembre del 1164.

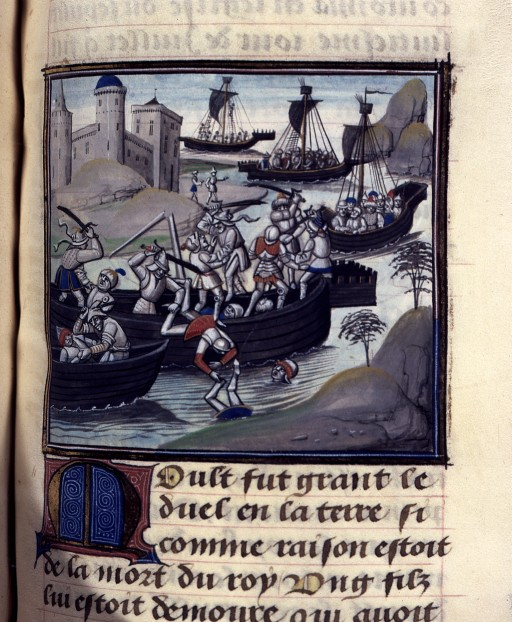
Sitio de Alejandría.

Durante los tres años siguientes, Shirku no cesó de pedir a Nur al-Din la autorización y los medios de vengarse de Shawar. Pero Nur al-Din prefirió mantener la situación en Egipto, pues permitía mantener a los francos fuera de la región. Según Guillermo de Tiro, Shirku sugirió incluso al califa abasí la posibilidad de hacer desaparecer el califa competidor, chiita, pero Ibn al-Athir no menciona esta propuesta. Shawar, inquieto por estas maquinaciones, firmó un pacto de asistencia mutua con Amalarico. Al enterarse, Nur al-Din por fin dio su beneplácito a las acciones contra Shawar y envió un contingente de dos mil caballeros desde Damasco en enero del 1167. Los ejércitos francos y zenguíes llegaron simultáneamente a Egipto. Shirku no se atrevió a atacar El Cairo y se retiró a Guiza. Los francos concluyeron un pacto de alianza con Egipto que ratificó el califa Al-Adid. Después los ejércitos se enfrentaron en Bâbain-Ashmûnain, choque en el que Shirku venció, aunque los francos sufrieron escasas pérdidas. Shirku tomó Alejandría, que entregó a su sobrino Saladino, y después marchó al Alto Egipto, donde asedió la ciudad de Qûs, mientras los francos y los egipcios sitiaban Alejandría. De nuevo, Amalarico y Shirku firmaron la paz y evacuaron simultáneamente Egipto, aunque el primero había logrado implantar un protectorado en la región y dejó un pequeño contingente de tropas, encargado de cobrar el consiguiente tributo.
La presencia de los francos en El Cairo irritaba a la población, y Amalarico envió a Guillermo de Tiro a Bizancio con el fin de acordar una acción conjunta para conquistar Egipto. Al enterarse, Shawar se coligó con Nur al-Din, mientras que Amalarico, empujado por sus barones, quienes denunciaban el tratado con el visir, invadió Egipto. Mientras Shawar intentaba negociar con Amalarico, el califa Al-Adid envió un mensaje a Nur al-Din, pidiéndole ayuda. Cuando los francos llegaron ante El Cairo, encontraron la ciudad incendiada; los habitantes habían preferido entregar la ciudad a las llamas antes que a los francos. Ante tal determinación, Amalarico prefirió batirse en retirada y abandonó Egipto el 2 de enero de 1169, poco antes de que llegase Shirku. El 18 de enero, Shawar fue atraído a una emboscada en la que Saladino lo mató con sus propias manos, y Shirku devino visir de Egipto, pero murió el 23 de marzo de 1169 de una comida demasiado copiosa; dejó el país a su sobrino Saladino.
Su hijo fue Nasser ad-Din Mohammed (fallecido en 1186), emir de Homs del 1180 al 1186.